# 2739 Taguacipa
2739 Taguacipa је астероид главног астероидног појаса. Приближан пречник астероида је 11,3 ,
а средња удаљеност астероида од Сунца износи 2,457 астрономских јединица (АЈ).
Инклинација (нагиб) орбите у односу на раван еклиптике је 1,168 степени, а орбитални период износи 1406,945 дана (3,852 године). Ексцентрицитет орбите астероида износи 0,130.
Апсолутна магнитуда астероида износи 12,7 а геометријски албедо 0,073.
Астероид је откривен 17. октобра 1952. године.